# Tipula albertensis
Tipula albertensis är en tvåvingeart. Tipula albertensis ingår i släktet Tipula och familjen storharkrankar.

## Underarter
Arten delas in i följande underarter:
- T. a. albertensis
- T. a. fenebris